# Jonathan Hoefler

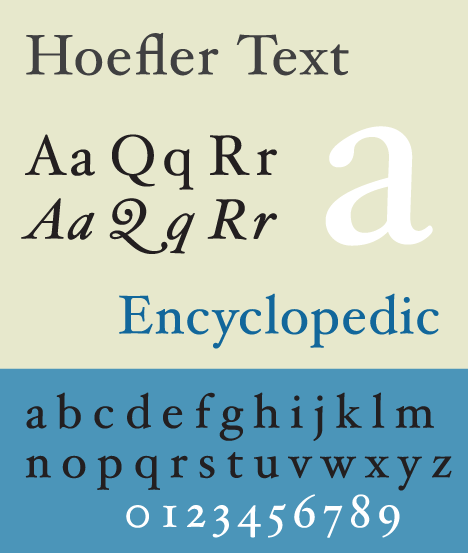
Door Hoefler ontworpen lettertype

Jonathan Hoefler (New York, 22 augustus 1970) is een hedendaags Amerikaans letterontwerper, bekend van collega Tobias Frere-Jones met wie hij samen de bekende letteruitgeverij Hoefler & Frere-Jones runt.
Hoefler geeft ook lettertypes uit via zijn eigen Hoefler Type Foundry in New York.
Onder zijn uitgaves vallen onder meer originele lettertypes ontworpen voor Rolling Stone, Harper’s Bazaar, The New York Times Magazine, Sports Illustrated en Esquire.
Ook voor het Solomon R. Guggenheim Museum en de rockband They Might Be Giants.
Onder zijn bekendste werken valt ook het lettertype Hoefler Text ontworpen voor Apple Computer operating systems.
Hoeflers werk is ook regelmatig internationaal tentoongesteld en zijn werk is ook te bezichtigen in Cooper-Hewitt National Design Museum (Smithsonian Institution) in New York.
In 2002 ontving Hoefler van de Association Typographique Internationale (ATypI) de Prix Charles Peignot onderscheiding voor zijn indrukwekkende en inspirerende oeuvre, bestaande uit meer dan vijfhonderd lettertypes.

## Lettertypes
Jonathan Hoefler ontwierp onder meer deze lettertypen:
- HTF Acropolis
- HTF Champion Gothic
- HTF Didot
- English Textura
- Fell Type
- HTF Fetish
- HTF Gestalt
- Great Primer Uncials
- Hoefler Text
- Hoefler Titling
- Knockout
- HTF Leviathan
- Mercury
- HTF Requiem
- HTF Saracen
- St Augustin Civilité
- HTF Ziggurat
- The Proteus Project